# Bamuza Sono
Eric „Scara“ Bamuza Sono (* 21. März 1980 in Johannesburg) ist ein ehemaliger südafrikanischer Fußballspieler auf der Position eines Mittelfeldspielers. Er spielte die kompletten 17 Jahre seiner Vereinskarriere bei Jomo Cosmos in der Premier Soccer League (PSL), der höchsten Spielklasse im südafrikanischen Fußball.

## Karriere

### Jugend und Vereinskarriere
Sono begann seine aktive professionelle Karriere als Fußballspieler an der Witwatersrand-Universität mit Sitz in Johannesburg in der Provinz Gauteng. Dort war er einige Jahre aktiv, wechselte aber daraufhin in den Nachwuchs von Jomo Cosmos, wo sein Vater, Jomo Sono, seit vielen Jahren der Besitzer und Cheftrainer ist. Später wechselte Bamuza Sono nach  Österreich zum Profiklub SC Austria Lustenau mit Sitz in Vorarlberg. Im Ländle kam der junge Südafrikaner allerdings nur in der Jugend des Vereines zum Einsatz, schaffte den Sprung in den Profikader nicht und kehrte danach wieder in seine Heimat zurück.
Dort gab er schon vor seinem Wechsel nach Europa sein Teamdebüt, als er im März 1997 bei einem 3:0-Sieg über die Eleven Men in Flight aus Swasiland, einem Mandela-Cup-Match zum Einsatz kam. Seit der Rückkehr in die Heimat im Jahre 1999 kommt Sono zu regelmäßigen Einsätzen im Klub seines Vaters, so kam er in seiner ersten Saison zwar nur auf drei Meisterschaftsspiele, verzeichnete aber bereits in der Folgesaison 19 Ligaeinsätze. Seine größten Erfolge feierte Sono mit seinem Klub 2002 und 2005, als nach guten Leistungen der Coca-Cola-Cup gewonnen wurde. 2003 feierte das Team mit der Beteiligung Sonos den Gewinn der SAA Supa 8. Ein persönlicher Erfolg für Sono war aber die Wahl zum „Besten Mittelfeldspieler der PSL“ in der Saison 2006/07.
Neben dem Ligageschehen nahm Bamuza Sono auch des Öfteren in Turnieren und Pokalbewerben für seine Mannschaft teil. Unter anderem waren dies in den Jahren 2000 und 2001 die Coppa Carnevale in Italien oder der Prince Abdullah Cup im arabischen Raum. In zwei Jahren (1997 und 2003) war der Mittelfeldspieler für sein Team auch im African Cup Winners’ Cup im Einsatz, der zu diesem Zeitpunkt noch unter dem Namen Mandela Cup ausgetragen wurde.
Anfang 2008 wurde bekannt, dass der Mittelfeldakteur im Juni des gleichen Jahres nach Israel zu Maccabi Netanja wechseln sollte. Als aus dem Wechsel vorerst nichts wurde, wechselte Sono erst Anfang des darauffolgenden Jahres leihweise in die Ligat ha’Al, die höchste Fußballliga im israelischen Fußball.
Im Sommer 2009 kehrte er wieder nach Südafrika zum Klub seines Vaters zurück. Bis dato  kam Sono auf insgesamt 292 Ligaeinsätze und sechs Tore für Jomo Cosmos.

### International
Sono war in seiner Jugend aktiver U-17-Nationalspieler Südafrikas. Später war er Teil der U-20-Auswahl seines Heimatlandes und wurde schließlich im Jahre 2007 in den Kader der A-Nationalmannschaft berufen. Dort gab er sein Debüt am 24. September 2007, als er beim Halbfinalspiel des COSAFA Cups 2007 gegen Botswanische Nationalmannschaft zum Einsatz kam. Im Finale gewann Südafrika gegen Sambia mit 4:3 im Elfmeterschießen; Sono war bis zur 70. Spielminute im Einsatz.

## Erfolge
- 1× SAA Supa 8-Gewinner: 2003
- 2× Coca-Cola-Cup-Sieger: 2002, 2005
- bester Mittelfeldspieler der PSL: 2006/07
- COSAFA-Senior-Challenge-Sieger: 2007